# Демири, Мухамед
Муха́мед Демири́ (макед. Мухамед Демири, нем. Muhamed Demiri; род. 20 ноября 1985) — македонский и швейцарский футболист, полузащитник. Выступал в национальной сборной Македонии.

## Карьера

### Клубная
Детство провёл в швейцарском Базеле, где окончил школу и начал заниматься футболом в школе местной «Конкордии». С 2001 года несколько лет провёл в молодёжной команде «Базель», после чего вернулся в свой первый клуб, с которым в конце концов и подписал первый профессиональный контракт. В первый год в Челлендж-лиге сыграл лишь в двенадцати играх, однако уже в следующем сезоне он стал игроком основного состава, регулярно появлялся на поле и сумел дважды отличиться. В сезоне 2008/09 команда заняла место в середине турнирной таблицы, однако из-за финансовых проблем была вынуждена отказаться от дальнейшего участия в соревнованиях и покинуть Челлендж-лигу. Оправлявшийся от травмы Демири был вынужден самостоятельно тренироваться, чтобы набрать форму.
Осенью 2009 года главный тренер «Туна» Мурат Якин, начинавший свою тренерскую деятельность в «Конкордии», пригласил Мухамеда в свою команду. 23 сентября в игре восьмого тура с «Шаффхаузеном» полузащитник впервые появился на поле в футболке нового клуба, во второй половине встречи выйдя на замену вместо Жоселина Ру. В начале октября в игре с «Винтертуром» получил травму колена, после которой он был вынужден пропустить целый месяц. В общей сложности в дебютном сезоне за «Тун» Демири принял участие в двадцати играх, а его клуб финишировал первым в турнирной таблице Челлендж-лиги.
В мае 2010 года Мухамед продлил контракт с командой ещё на три года. Дебют македонца на высшем уровне швейцарского футбола состоялся 17 июля в домашней встрече со столичным «Янг Бойз», завершившейся с ничейным счётом. В ноябре в рамках матча кубка страны с «Санкт-Галленом» полузащитник отметился первым голом за «Тун» и принёс своей команде победу с минимальным счётом. Успешная игра Демири в чемпионате привлекла к нему внимание руководства футбольной федерации Македонии и тренерского штаба сборной, а также позволила по итогам сезона занять его команде пятое место, позволившее на будущий сезон стартовать со второго квалификационного раунда Лиги Европы.
Сезон 2011/12 Демири и «Тун» начали успешно, последовательно обыграв «Серветт» и разгромив «Грассхоппер». В Лиге Европы также дела складывались успешно. Сначала была обыграна албанская «Влазния», а затем по сумме двух встреч пройдена итальянская команда «Палермо». В последнем квалификационном раунде предстояла встреча со «Сток Сити» из Англии. Домашняя игра закончилась минимальным поражением, а в гостях случился разгром 4:1. Мухамед принимал участие во всех шести еврокубковых матчах, однако помочь команде попасть в групповой этап не смог.

### В сборной
Впервые в сборную был приглашён в конце 2010 года главным тренером Мирсадом Йонузом на товарищескую игру со сборной Китая в Гуанчжоу. Демири вышел в стартовом составе и провёл весь матч. В дополнительное время Дэн Чжосян отличился у соперника. Македонцы проиграли встречу, а Мухамед отметился получением жёлтой карточки. В отборочной игре чемпионата Европы дебютировал 26 марта 2011 года на стадионе «Авива». На 84-й минуте он уступил место на поле Славчо Георгиевски, а ирландцы одержали победу со счётом 2:1.

## Достижения
- Победитель Челлендж-лиги: 2009/10

## Матчи за сборную
| # | Дата            | Место                                                   | Соперник    | Результат | Турнир                                  |
| - | --------------- | ------------------------------------------------------- | ----------- | --------- | --------------------------------------- |
| 1 | 22 декабря 2010 | «Юэсюшань», Гуанчжоу, Китай                             | Китай       | 0:1       | Товарищеский матч                       |
| 2 | 9 февраля 2011  | «Филиппа II Македонского», Скопье, Республика Македония | Камерун     | 0:1       | Товарищеский матч                       |
| 3 | 26 марта 2011   | «Авива», Дублин, Ирландия                               | Ирландия    | 1:2       | Отборочные матчи чемпионата Европы 2012 |
| 4 | 4 июня 2011     | «Филиппа II Македонского», Скопье, Республика Македония | Ирландия    | 0:2       | Отборочные матчи чемпионата Европы 2012 |
| 5 | 10 августа 2011 | «Далга Арена», Баку, Азербайджан                        | Азербайджан | 1:0       | Товарищеский матч                       |
| 6 | 2 сентября 2011 | «Лужники», Москва, Россия                               | Россия      | 0:1       | Отборочные матчи чемпионата Европы 2012 |
| 7 | 7 октября 2011  | «Республиканский», Ереван, Армения                      | Армения     | 1:4       | Отборочные матчи чемпионата Европы 2012 |
| 8 | 10 октября 2011 | «Филиппа II Македонского», Скопье, Республика Македония | Словакия    | 1:1       | Отборочные матчи чемпионата Европы 2012 |